# Dipoli
Dipoli ist ein Arrondissement im Departement Atakora in Benin. Es ist eine Verwaltungseinheit, die der Gerichtsbarkeit der Gemeinde Boukoumbé untersteht. Gemäß der Volkszählung von 2013 hatte Dipoli 9393 Einwohner, davon waren 4569 männlich und 4824 weiblich.